# Anderson Passos Batista
Anderson Passos Batista (Rio de Janeiro, 18 de junio de 1978) es un futbolista brasileño nacionalizado guatemalteco. Juega como defensa y milita en el Antigua GFC de la Liga Nacional de Guatemala.

## Clubes
| Club               | País        | Año               |
| ------------------ | ----------- | ----------------- |
| Isidro Metapán     | El Salvador | 2001 - 2004       |
| CD Once Lobos      | El Salvador | 2004 - 2005       |
| Suchitepéquez      | Guatemala   | 2005 - 2009       |
| Juventud Retalteca | Guatemala   | 2010 - 2012       |
| Antigua GFC        | Guatemala   | 2015 - actualidad |